# Burg Bobolice

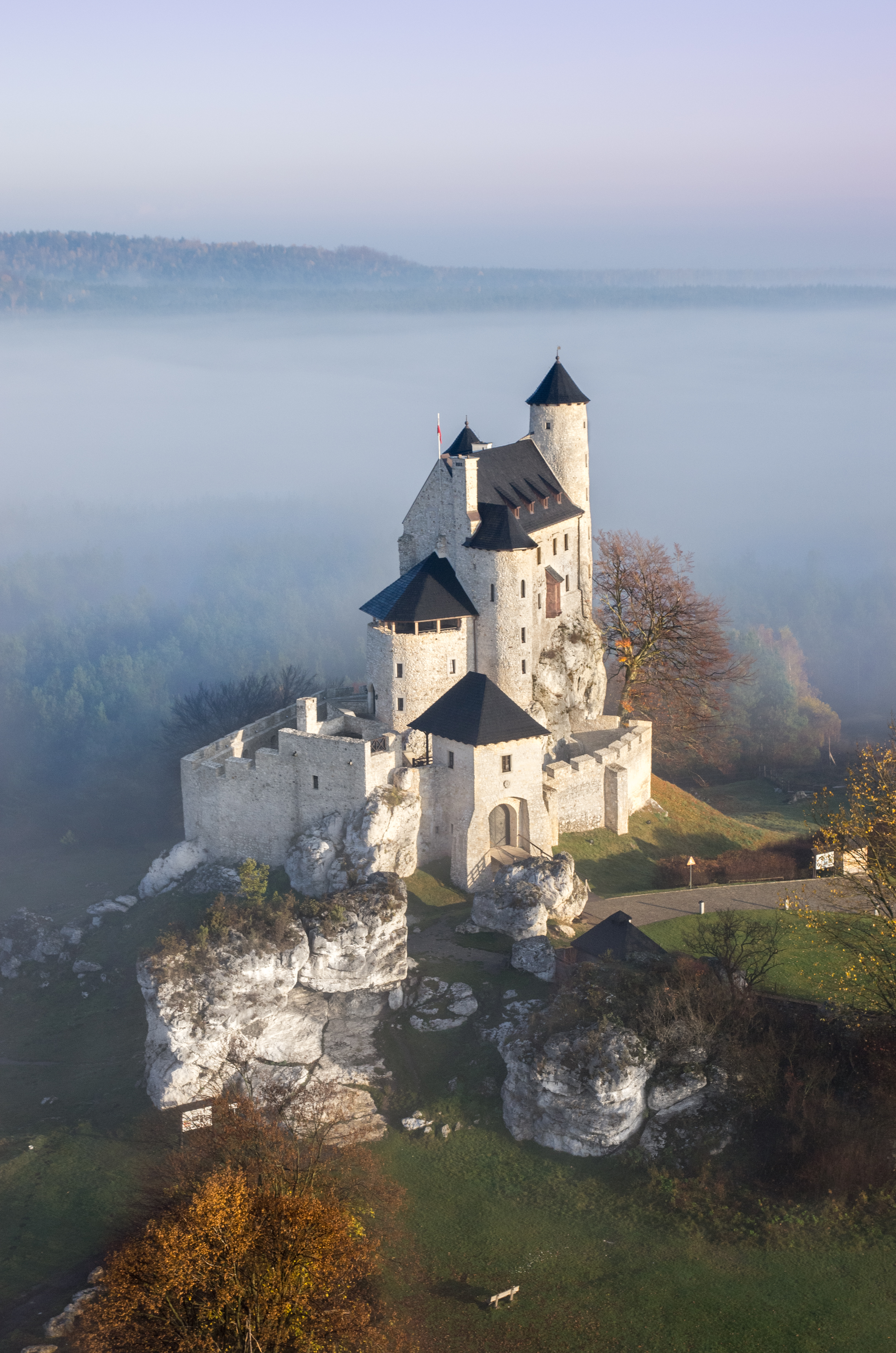
Luftbild

Die Burg Bobolice (polnisch: Zamek w Bobolicach) ist eine rekonstruierte Burg in Bobolice unweit von Myszków im Gebirgszug des Krakau-Tschenstochauer Juras. Die Burg gehört zu den Adlerhorst-Burgen, die im 14. Jahrhundert die Grenze zwischen dem Königreich Polen und dem Heiligen Römischen Reich sicherte. Sie liegt heute in der Woiwodschaft Schlesien, gehört jedoch historisch zu Kleinpolen.

## Geschichte
Die Burg wurde als Königsburg von König Kasimir dem Großen zwischen 1350 und 1352 errichtet. 1370 gab König Ludwig der Große die Burg Ladislaus von Oppeln. Ab 1379 diente sie als Sitz von Raubrittern und wurde 1396 von König Ladislaus Jagiełło erobert und wieder zur Königsburg gemacht. 1587 wurde die Burg von dem gewählten polnische König Maximilian von Habsburg erobert. Er musste sie jedoch bald räumen und Jan Zamoyski ließ die Burg für König Sigismund III. Wasa besetzen.
Während der Schwedischen Sintflut wurde die Burg von den Schweden 1655 unter Burchard Müller von der Lühne stark beschädigt und schließlich 1661 verlassen. Als König Johann III. Sobieski 1683 zur Schlacht am Kahlenberg nach Wien zog, konnte er nicht mehr in der Burg Quartier nehmen. Gleichwohl blieb die Burg noch im 18. Jahrhundert teilweise bewohnt. Im 19. Jahrhundert wurde in den Kellern der Burg ein Schatz gefunden und weitere Schatzsucher beschädigten die Bausubstanz. Im 20. Jahrhundert wurde die Burg teilweise abgebaut und das Baumaterial anderweitig genutzt. Die Burg wurde schließlich ab 2011 rekonstruiert. Sie wird als Hotel bzw. Restaurant genutzt. In der Burg fanden Dreharbeiten zur historischen Telenovela Korona królów statt.